# Ischaemum hubbardii
Ischaemum hubbardii är en gräsart som beskrevs av Norman Loftus Bor. Ischaemum hubbardii ingår i släktet Ischaemum och familjen gräs. Inga underarter finns listade i Catalogue of Life.